# Me gusta ser una zorra
Me gusta ser una zorra / Inkisición es el único sencillo que editó el cuarteto femenino Vulpes, un grupo español de música punk procedente de Vizcaya.
El sencillo es un hito en la historia del punk español y es una buscada pieza de coleccionista. La edición original tuvo dos tiradas, una abierta por la parte superior y otra por el lateral. Incluía dos canciones, siendo «Me gusta ser una zorra» muy famosa en la época debido a su emisión en el programa de TVE Caja de ritmos y a la posterior polémica que se generó en torno a la canción.
El sencillo fue reeditado por Munster Records en una caja recopilatoria junto con otros cuatro sencillos. En 2006 fue reeditado por Munster Records en formato picture disc.

## Las canciones

### Cara A: «Me gusta ser una zorra»
La canción se trataba de una versión libre de «I wanna be your dog» («Quiero ser tu perro») de The Stooges.
Al igual que la canción original, «Me gusta ser una zorra» tenía un alto contenido sexual, tratado sin tapujos y con un lenguaje soez y obsceno, buscando la provocación, cosa habitual en los grupos punk de la época. Pero le dan a la letra un giro: la letra habla de sexo egoísta, sin sentimientos, comunicación profunda ni compromisos, y en cambio utilizar a parejas eventuales como meros instrumentos de desahogo.
La emisión de la canción en el programa de TVE Caja de ritmos, en abril de 1983, provocó un escándalo considerable, al que contribuyó no poco la publicación de la letra, quince días después, en un editorial del diario conservador ABC. Desde este diario se exigió a la dirección de la televisión pública que tomara medidas. También el Partido Demócrata Popular protestó ante la emisión del vídeo e incluso el Fiscal general del Estado de aquel entonces, Luis Antonio Burón Barba, presentó una querella por escándalo público. Al final se produjo la dimisión del director del programa, Carlos Tena, y el cierre de Caja de Ritmos.

### Cara B: «Inkisición»
La cara B del sencillo fue para «Inkisición». En este caso, el grupo arremete contra la Iglesia católica y lo que ellas consideraban doble moral. La letra vuelve a ser muy provocadora.

## Versiones
En 2022 el músico madrileño José Riaza lanza una nueva adaptación libre en su álbum Cleptomanías II.